# Coppa Italia (vrouwenbasketbal)
De Coppa Italia di Pallacanestro is een Italiaanse bokaal in het damesbasketbal die in 1969 voor het eerst werd georganiseerd door de Italiaanse basketbalbond, de Lega Basket. De naam Coppa Italia wordt in Italië in meerdere takken van sport uitgereikt aan de winnaars van de nationale bekertoernooien en is ook de benaming voor deze toernooien zelf. 

## Winnaars Coppa Italia
| Jaar      | Plaats                                                                      | Winnaar                                                                     | Uitslag                                                                     | Tegenstander                                                                |
| --------- | --------------------------------------------------------------------------- | --------------------------------------------------------------------------- | --------------------------------------------------------------------------- | --------------------------------------------------------------------------- |
| 1969      | Bologna                                                                     | Standa Milano                                                               | -                                                                           | Recoaro Vicenza                                                             |
| 1970      | Pisa                                                                        | Pepsi Treviso                                                               | 47 - 45                                                                     | Standa Milano                                                               |
| 1971      | Faenza                                                                      | Standa Milano                                                               | -                                                                           | Doris Tricot Treviso                                                        |
| 1972      | Imola                                                                       | Standa Milano                                                               | -                                                                           | Thermomatic Vicenza                                                         |
| 1973      | Rapallo                                                                     | ASD GEAS Basket                                                             | -                                                                           | Thermomatic Vicenza                                                         |
| 1974      | Turijn                                                                      | Standa Milano                                                               | -                                                                           | Pagnossin Treviso                                                           |
| 1975-1983 | niet gehouden                                                               | niet gehouden                                                               | niet gehouden                                                               | niet gehouden                                                               |
| 1984      | Capri                                                                       | Italbyte Viterbo                                                            | -                                                                           | Carisparmio Avellino                                                        |
| 1985-1992 | niet gehouden                                                               | niet gehouden                                                               | niet gehouden                                                               | niet gehouden                                                               |
| 1993      | Cervia                                                                      | Pool Comense                                                                | -                                                                           | Pitagora Pescara                                                            |
| 1994      | Ancona                                                                      | Pool Comense                                                                | -                                                                           | Primizie Parma                                                              |
| 1995      | Messina                                                                     | Pool Comense                                                                | -                                                                           | Famila Schio                                                                |
| 1996      | Schio                                                                       | Famila Schio                                                                | -                                                                           | Pool Comense                                                                |
| 1997      | Priolo Gargallo                                                             | Pool Comense                                                                | -                                                                           | Cariparma Parma                                                             |
| 1998      | Parma                                                                       | Cariparma Parma                                                             | -                                                                           | Famila Schio                                                                |
| 1999      | Messina                                                                     | Famila Schio                                                                | -                                                                           | Rescifina Messina                                                           |
| 2000      | Schio                                                                       | Pool Comense                                                                | 79 - 76                                                                     | Famila Schio                                                                |
| 2001      | Parma                                                                       | Cerve Parma                                                                 | 66 - 62                                                                     | Pool Comense                                                                |
| 2002      | Tarente                                                                     | Meverin Parma                                                               | 69 - 62                                                                     | Famila Schio                                                                |
| 2003      | Venetië                                                                     | Taranto Cras Basket                                                         | 58 - 54                                                                     | Pool Comense                                                                |
| 2004      | Napels                                                                      | Famila Schio                                                                | 52 - 48                                                                     | Reyer Venezia                                                               |
| 2005      | Parma                                                                       | Famila Schio                                                                | 63 - 51                                                                     | Phard Napoli                                                                |
| 2006      | Schio                                                                       | Banco di Sicilia Ribera                                                     | 75 - 72                                                                     | HS Penta Faenza                                                             |
| 2007      | Tarente                                                                     | Germano Zama Faenza                                                         | 70 - 62                                                                     | Phard Napoli                                                                |
| 2008      | Schio                                                                       | Umana Reyer Venezia                                                         | 61 - 59                                                                     | Levoni Taranto                                                              |
| 2009      | Faenza                                                                      | Club Atletico Faenza                                                        | 63 - 51                                                                     | Lavezzini Parma                                                             |
| 2010      | Venetië                                                                     | Famila Wüber Schio                                                          | 66 - 65                                                                     | Umana Reyer Venezia                                                         |
| 2011      | Perugia                                                                     | Famila Wüber Schio                                                          | 80 - 69                                                                     | Pallacanestro Femminile Umbertide                                           |
| 2012      | Schio                                                                       | Goldbet Taranto                                                             | 78 - 57                                                                     | Famila Wüber Schio                                                          |
| 2013      | Lucca                                                                       | Famila Wüber Schio                                                          | 73 - 51                                                                     | Gesam Gas Lucca                                                             |
| 2014      | Ragusa                                                                      | Famila Wüber Schio                                                          | 65 - 55                                                                     | Gesam Gas Lucca                                                             |
| 2015      | Perugia                                                                     | Famila Wüber Schio                                                          | 74 - 64                                                                     | Passalacqua Ragusa                                                          |
| 2016      | Schio                                                                       | Passalacqua Ragusa                                                          | 70 - 67                                                                     | Famila Wüber Schio                                                          |
| 2017      | Venetië                                                                     | Famila Wüber Schio                                                          | 80 - 66                                                                     | Gesam Gas Lucca                                                             |
| 2018      | Alessandria                                                                 | Famila Wüber Schio                                                          | 67 - 50                                                                     | Gesam Gas Lucca                                                             |
| 2019      | San Martino di Lupari                                                       | Passalacqua Ragusa                                                          | 77 - 61                                                                     | ASD GEAS Basket                                                             |
| 2020      | competitie gestaakt en later definitief beëindigd vanwege de Coronapandemie | competitie gestaakt en later definitief beëindigd vanwege de Coronapandemie | competitie gestaakt en later definitief beëindigd vanwege de Coronapandemie | competitie gestaakt en later definitief beëindigd vanwege de Coronapandemie |
| 2021      | Bologna                                                                     | Famila Wüber Schio                                                          | 69 - 55                                                                     | Umana Reyer Venezia                                                         |
| 2022      | San Martino di Lupari                                                       | Famila Wüber Schio                                                          | 88 - 81                                                                     | Segafredo Bologna                                                           |
| 2023      | Campobasso                                                                  | Famila Wüber Schio                                                          | 73 - 62                                                                     | Umana Reyer Venezia                                                         |
| 2024      | Turijn                                                                      | Famila Wüber Schio                                                          | 81 - 68                                                                     | Umana Reyer Venezia                                                         |
| 2025      | Turijn                                                                      | Famila Wüber Schio                                                          | 54 - 45                                                                     | Umana Reyer Venezia                                                         |